# Dirceu Franciscon
Dirceu Franciscon, também conhecido como Dirceu do Busato (Arvorezinha, 22 de julho de 1964), é um político brasileiro filiado ao União Brasil (UNIÃO).

## Biografia

### Início de vida e formação acadêmica
Nascido em Arvorezinha, Rio Grande do Sul, em 22 de julho de 1964, Dirceu Franciscon possui formação como Técnico em Contabilidade, é graduado em Gestão Pública e possui especialização em Orçamento da União.

## Carreira política

### Deputado estadual do Rio Grande do Sul
Nas eleições de 2018, Dirceu Franciscon candidatou-se a deputado estadual pelo PTB e foi eleito para seu primeiro mandato com 37.322 votos.
Em 2022, foi reeleito para seu segundo mandato como deputado estadual, desta vez pelo União Brasil, obtendo 61.797 votos, sendo o mais votado de sua bancada.

### Secretário de Desenvolvimento Econômico e Turismo
No início de 2019, Dirceu Franciscon assumiu brevemente o cargo de Secretário de Desenvolvimento Econômico e Turismo do Rio Grande do Sul, na Gestão Eduardo Leite.

### Atuação parlamentar e projetos de lei
Durante seu mandato como deputado estadual, Dirceu Franciscon tem focado em projetos relacionados ao municipalismo e à proteção de direitos. Entre os projetos de lei de sua autoria que foram sancionados, destacam-se:
- PL 359/2019: Institui a Política Estadual de Proteção dos Direitos da Pessoa com Fibromialgia.[9]
- PL 449/2019: Reconhece como de relevante interesse histórico e cultural do Estado do Rio Grande do Sul os Encontros de Carros Antigos.[10]
- PL 4/2019: Institui o Dia do Declamador Gaúcho.[11]